# Raymond Mommens
Raymond Mommens (* 27. Dezember 1958 in Lebbeke) ist ein ehemaliger belgischer Fußballspieler und seit seinem Karriereende Fußballscout, davon seit 2011 Chefscout des FC Brügge.

## Spielerkarriere
Mommens begann seine Karriere bei Sporting Lokeren als 17-Jähriger. Während seiner Zeit in Lokeren wurde er Nationalspieler, aber konnte keinen einzigen Titel erringen. 1986 wechselte er zum RSC Charleroi, wo er in weiteren elf Karrierejahren keinen einzigen Titel erringen konnte. Insgesamt spielte Mommens 613 Spiele (somit Rekordspieler in der ersten belgischen Liga) für seine beiden Klubs und erzielte insgesamt 76 Ligatreffer.

## Internationale Spielerkarriere
International spielte er in 18 Länderspielen für die A-Nationalmannschaft Belgiens, stand aber bei insgesamt 47 Begegnungen im Aufgebot. Er nahm an der Fußball-Europameisterschaft 1980 in Italien teil und wurde dort mit dem Team Vizeeuropameister. Bei der Fußball-Europameisterschaft 1984 in Frankreich schied er mit dem Team hingegen in der Gruppenphase aus. Er nahm an der Fußball-Weltmeisterschaft 1982 in Spanien teil und schied mit den Roten Teufeln in der zweiten Gruppenphase aus. Bei der Fußball-Weltmeisterschaft 1986 in Mexiko schaffte er mit dem Nationalteam die größte Sensation und wurde Vierter.

## Nach der aktiven Karriere
Von 1997 bis 2007 arbeitete Mommens als Scout beim RSC Charleroi. In diesem Amt war er von Anfang Mai bis Ende September 2007 auch beim RSC Anderlecht aktiv und wechselte danach bis 2011 erneut zu RSC Charleroi. Seit Ende Februar 2011 tritt der Ex-Internationale als Chefscout des FC Brügge in Erscheinung.